# Hồ Hùng Anh
Hồ Hùng Anh (sinh năm 1970) là doanh nhân, tỉ phú USD người Việt Nam. Ông hiện là Chủ tịch Hội đồng quản trị Ngân hàng thương mại cổ phần Kỹ thương Việt Nam (Techcombank).

## Tiểu sử
Hồ Hùng Anh sinh ngày 8 tháng 6 năm 1970 tại Hà Nội. Nguyên quán của ông ở tỉnh Thừa Thiên Huế, nhưng lớn lên tại Vĩnh Phúc. Cha ông là Tiến sĩ Hồ Ngọc Bá, nguyên giảng viên Học viện Kỹ thuật Quân sự.
Năm 1987, ông thi đỗ vào khóa 22 đào tạo Kỹ sư tại Học viện Kỹ thuật Quân sự. Sau một năm học tập tại Học viện KTQS, đạt kết quả xuất sắc, ông được Bộ Quốc phòng tuyển chọn đi du học Liên Xô tại Trường ĐH Kỹ thuật Radar Kiev/Ukraina.
Do Liên Xô sụp đổ, ông ở lại Ukraina chuyển sang học và tốt nghiệp Kỹ sư Điện kỹ thuật tại trường Đại học Bách khoa Kiev, Ukraina và Thạc sỹ Quản trị nguồn nhân lực của Đại học Giao thông Đường bộ Moskva (MADI), Liên bang Nga.

## Sự nghiệp
Sau khi tốt nghiệp đại học ở Ukraine, ông Hồ Hùng Anh khởi nghiệp ở Liên bang Nga.
Từ tháng 6 năm 1994 đến tháng 3 năm 1997, ông làm Giám đốc Công ty SANMEX tại Liên bang Nga.
Từ tháng 3 năm 1997 đến tháng 6 năm 2004, Hồ Hùng Anh là Tổng giám đốc Công ty MASAN RUS TRADING tại Liên bang Nga.
Tháng 5 năm 2008, Hồ Hùng Anh được bổ nhiệm giữ chức vụ Chủ tịch Hội đồng quản trị Ngân hàng thương mại cổ phần Kỹ thương Việt Nam (Techcombank).
Tháng 2 năm 2019, Hồ Hùng Anh có tên trong danh sách 5 tỉ phú USD người Việt Nam của tạp chí Forbes.